# Šeng
Šeng jsou čínské ústní varhany. 

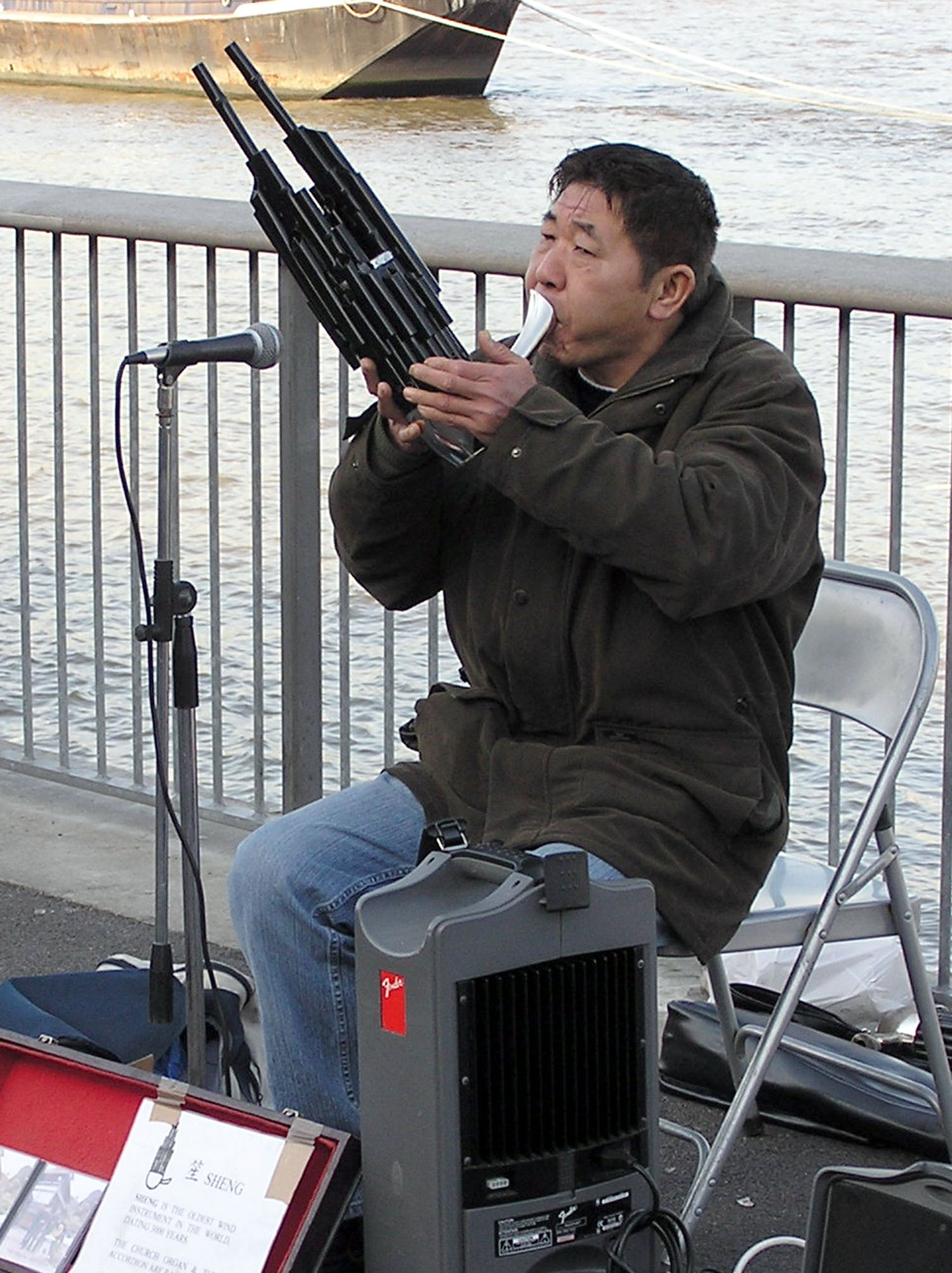
Hráč na šeng v Londýně

Patří mezi aerofony a pochází z jihovýchodní Asie. První zmínka o něm je již z poloviny 1. tisíciletí před Kr. Ve dřevěném miskovitém korpusu s náustkem je postaveno ve svazku obvykle 17 bambusových trubic různých délek. Třináct z nich je opatřeno průrazným bronzovým jazýčkem, který se rozkmitá po zakrytí otvoru na spodním konci trubice. Tak vzniká tón. Čtyři němé trubice mají funkci rezonanční. Na přelomu 1. a 2. tisíciletí existoval v čínské dvorní hudbě také šeng s 29 trubicemi. Pro šeng je příznačná nejen melodická, ale i souzvuková hra (kvarty, kvinty). Do Evropy se šeng dostal v 18. století a je vlastně předchůdcem varhan.

## Význační hráči na šeng
- Feng Hai Yun (je v současné době hostujícím profesorem na Central Conservatory of Music v Pekingu).
- Hu Tianquan (胡天泉) - provedl několik technických zlepšení na konstrukci nástroje
- Guo Wanpeng
- Guo Yi
- François Picard
- Rodrigo Rodriguez ()
- Wang Hong
- Wang Zhengting (王正亭)
- Weng Zhenfa (翁鎮發)
- Wu Tong (吴彤)
- Wu Wei (吴巍)
- Xu Chaoming
- Keliang Li